# Belka montażowa
Belka montażowa - używane w hutnictwie urządzenie dźwigowe oparte na konstrukcji podporowej nad gardzielą wielkiego pieca, składające się z poziomych dźwigarów, po których może się przesuwać na szynach wózek suwnicowy, zdolny do podnoszenia ciężarów z terenu przy wielkim piecu.
Belka montażowa służy do ułatwienia napraw urządzenia zasypowego.